# Abbaye Notre-Dame-de-la-Paix de Chimay
Ne doit pas être confondu avec Abbaye Notre-Dame de Scourmont.
Pour les articles homonymes, voir Abbaye Notre-Dame-de-la-Paix et Abbaye Notre-Dame.
L'abbaye Notre-Dame-de-la-Paix est un monastère de moniales affilié à l'ordre cistercien de la Stricte Observance. Fondé en 1919, il est situé à Chimay, en Belgique, dans la province de Hainaut.
La communauté de moniales trappistines à Chimay continue celle de l'abbaye Notre-Dame de Gomerfontaine, abbaye née en Picardie vers 1207 et fermée en 1792. Il n'y a pas eu d'interruption dans la lignée des abbesses, elles sont désormais en activité à Chimay depuis 1919.

## Un long périple (1792-1919)

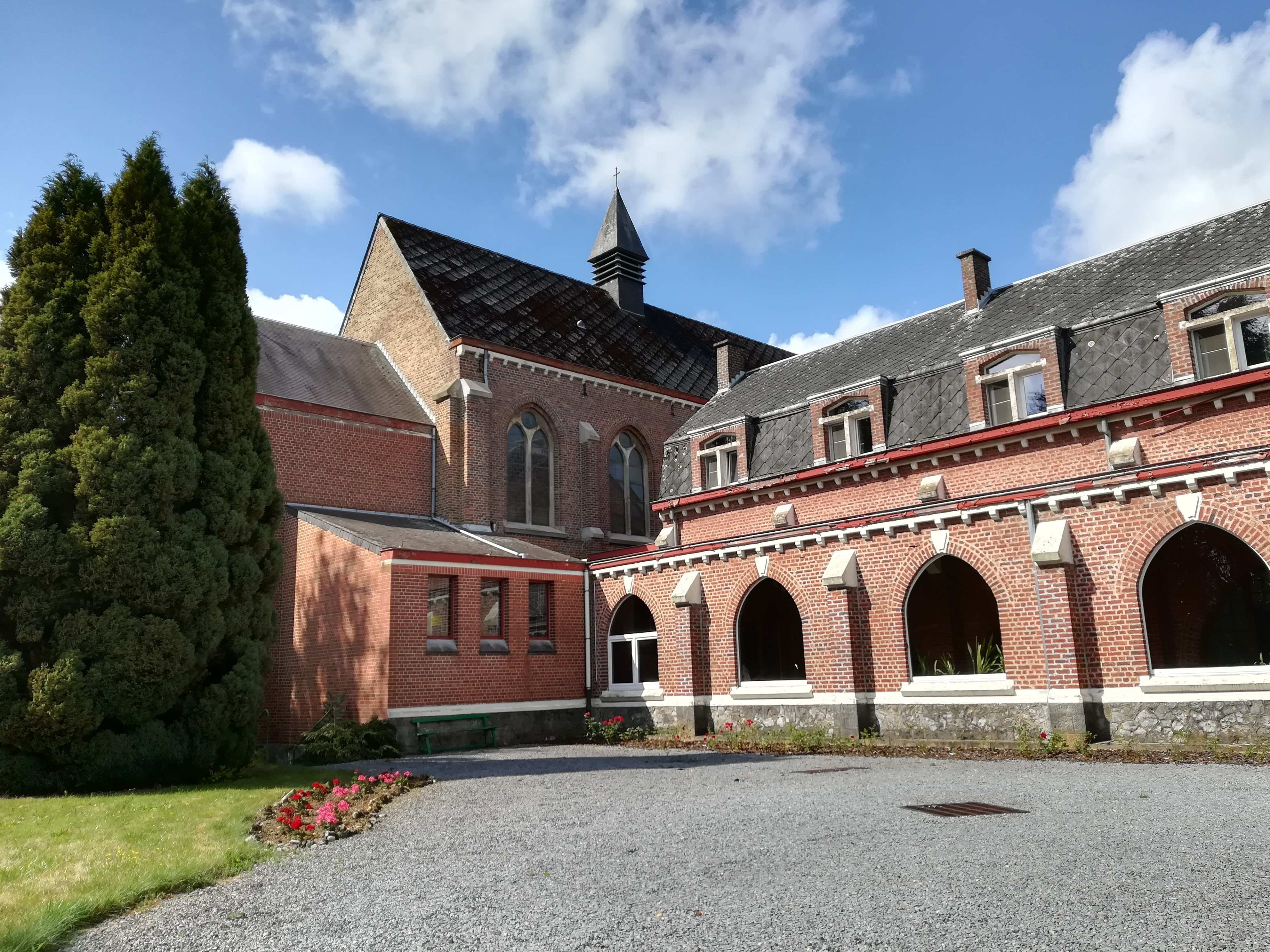
Hôtellerie et Parc de l'Abbaye Notre-Dame-de-la-Paix de Chimay.

La Révolution fait disparaître l’Abbaye de Gomerfontaine. En 1792, les religieuses sont contraintes de quitter l’abbaye. Elles sont au nombre d’une vingtaine. Pour la plupart, elles retournent dans leur famille. L’abbaye est fermée et vendue comme bien national. Elle est détruite en grande partie. Ce qu’il en reste est transformé par la suite en ferme.

### Nesle (1804-1816)
En 1801, Bonaparte signe le Concordat avec le Saint-Siège. Après douze ans de tourmente révolutionnaire, la paix religieuse est restaurée. Une des sœurs de Gomerfontaine, Pauline Ducastel, désire retrouver la vie monastique qu’elle a été contrainte d’abandonner. En 1804, elle parvient à rassembler une petite communauté à Nesle (diocèse d’Amiens). C'est là qu' elle entreprend de restaurer la vie monastique selon les usages de Gomerfontaine. Elle a obtenu l’autorisation de l’ancienne abbesse, Madame de Sarcus, qui a refusé de se joindre au groupe mais qui lui a délégué officiellement ses pouvoirs. Il est donc clair dès l’origine que Pauline Ducastel assure la continuation de l’abbaye de Gomerfontaine. À ce moment, elle emmène seulement avec elle, deux bernardines de l’Abbaye de Pont-aux-Dames, en Brie, et deux Filles de la Croix de Nesle. Par la suite, quatre anciennes de Gomerfontaine les rejoignent. Dès le 16 janvier 1805, Pauline est élue supérieure. La communauté, encouragée par le curé de Nesle, un émigré qui venait de rentrer, décide d’y donner l’instruction aux jeunes filles. En 1816, elle compte quinze religieuses et quinze pensionnaires.

### Saint-Paul-aux-Bois (1816-1904)
Pour s’établir dans un cadre plus vaste et faciliter le retour complet aux observances de Gomerfontaine, la communauté décide son transfert en 1816 à Saint-Paul-aux-Bois dans un ancien prieuré bénédictin, occupé un temps par les Oratoriens. Pauline Ducastel entreprend de faire reconnaître son institution par les autorités administratives et religieuses. Une ordonnance royale du 22 avril 1827 l’autorise à enseigner. Ensuite, elle entame les démarches nécessaires pour obtenir son affiliation à la congrégation de la Trappe. Son abbé, Augustin de Lestrange fait une visite à Saint-Paul-aux-Bois et, pendant quinze jours, on y fait un essai des observances de la Trappe. Cependant, il apparaît très vite que la communauté n’est pas prête à cela et la supérieure décide de reporter l’heure de l’affiliation malgré les insistances du vicaire général de Soissons et surtout de l’ abbé de Lestrange.
En 1871, la communauté abandonne l’enseignement mais néglige de faire supprimer l’ordonnance royale qui les y autorise. En 1877, elle obtient l’affiliation à l’Étroite Observance de Cîteaux. Les droits de paternité sont confiés à l’abbé de Ste-Marie-du-Désert qui les conserve lorsqu’ il devient abbé de la grande Trappe.
Dans les deux dernières décennies du XIXe siècle, un conflit oppose à nouveau la République à l’Église qui se clôturera par la Loi de séparation de l’Église et de l’État de 1905. Cette loi est précédée par la loi anticléricale du ministre Combes de 1904 : toutes les congrégations enseignantes sont expulsées de France. L’ordonnance royale de 1827 nullement abrogée contraint les religieuses de Saint-Paul-aux-Bois à l’exil. Mais elles ne veulent céder qu’à la force et ne sortent de leur monastère que manu militari. Néanmoins, un colonel les prend sous sa protection et les mène jusqu’en Belgique. Comme des milliers d’autres, elles franchissent donc la frontière franco-belge.

### Fourbechies (1904-1919)
Elles s’installent dans le Hainaut, à Fourbechies, dans une ancienne brasserie qu’elles aménagent en monastère. Elles y vivent pauvrement dans une grande fidélité à la règle. Elles bénéficient d’un large recrutement. Elles passent alors sous la « paternité » de l’abbé de Scourmont à Forges-lez-Chimay.
Grâce aux moines de Scourmont, elles acquièrent une propriété en bordure de la ville de Chimay, curieusement dénommée Institut de France. Elles s’y établissent le 14 août 1919.

## Notre-Dame-de-la-Paix (1919-  )
En 1919, grâce aux moines de Scourmont, elles acquièrent une nouvelle propriété à Chimay, appelée alors Institut de France. Elles y emménagent le 14 août 1919. Celles qui s'appellent toujours "moniales de Saint-Paul-aux-Bois" reçoivent alors de l'abbé général de l'Ordre, Augustin Marre, le nom de moniales de "Notre-Dame de la Paix". En 1922, la communauté religieuse y fait construire des bâtiments plus adaptés à un style de vie monastique. Le maître d'œuvre, l'abbé de Scourmont, Anselme Le Bail, allie l'architecture moderne au plan traditionnel des maisons de l'ordre cistercien. Les travaux durent jusqu'en 1932.
L'église abbatiale de Notre-Dame de la Paix est consacrée par Gaston-Antoine Rasneur, évêque de Tournai, le 13 octobre 1925, c'est-à-dire le 659e anniversaire, jour pour jour, de la dédicace de l'église abbatiale de Gomerfontaine. Le choix de cette date tend à souligner que la communauté de Chimay est non seulement l'héritière de celle de Gomerfontaine mais qu'elle la continue. C'est en 1927 que le monastère de Notre-Dame de la Paix est officiellement érigée en abbaye.
En 1928, Lina Löb, dont les parents s’étaient convertis du judaïsme au catholicisme avant leur mariage, est conduite à Notre-Dame de la Paix par Simon Dubuisson, ancien prieur de Scourmont et abbé de l'Abbaye de Koningshoeven située à Tilburg, aux Pays-Bas. Le jour de sa prise d'habit, arrive à Chimay, une première converse. Suivent, ensuite et entre autres, les trois sœurs de Lina (Mère Hedwige): Dora (Mère Marie-Thérèse), Wies (Mère Veronique) et Paula (Sr Louise). Elles constituent seulement une partie d'un large recrutement néerlandais. En 1937, soit en neuf ans, il permet la fondation d'une nouvelle abbaye. En effet, le 15 juillet 1937, sous la conduite de l’abbesse de Chimay, Gertrude Demarrez, est fondée l’abbaye de Koningsoord à Berkel-Enschot, près de Tilburg. Le groupe fondateur est constitué d’une cinquantaine de sœurs qui se sont formées à Chimay. Gertude Demarrez dirige la communauté durant vingt ans. Le prieuré de Koningsoord, devenu abbaye autonome en septembre 1940, est alors la seule abbaye de moniales aux Pays-Bas. Les trois premières sœurs Löb et leurs trois frères, trappistes à l’abbaye de Tilburg, sont arrêtés par les nazis le 2 août 1942 dans leur abbaye respective, Koningsoord (Berkel-Enschot) et Koenigshoeven (Tilburg). Cinq d’entre eux périssent à Auschwitz. De cette famille de huit enfants, seule Paula survit à la guerre.
De mai à août 1940, la communauté s'exile à Sainte-Anne-d'Auray (Morbihan), au prieuré Notre Dame de Bonnegarde, aujourd'hui abbaye La Joie à Campenéac
Dans les années 1950, de nouvelles constructions et des travaux importants sont entrepris à Chimay. Les plus conséquents sont la construction d'une infirmerie (1953), la transformation du chœur de l'abbatiale, décoré d'une rosace et de vitraux dus à Bonaventure Fieullien (1959), l'ajout du clocher (1963), la pose d'une nouvelle croix dans le chœur, œuvre de l'artiste brabançon, Yves Bosquet (1997) et l'aménagement d'une salle de conférence (2019).
Cependant, la communauté connaît de manière précoce la crise des vocations. Elle se fait sentir dès les années 1950. En 2016, elle ne compte plus que cinq moniales. Entre-temps, l’activité horticole, l’élevage, le tissage, la reliure, la fabrication d’hosties… toutes ces activités économiques disparaissent. L’aile sud du cloître est louée et transformée d’abord en polyclinique puis en centre d’accueil pour enfants handicapés. Le nombre d’offices même est réduit.
Mais cette même année 2016, le 750e anniversaire de la dédicace de l’église de Gomerfontaine est célébré avec solennité. L’abbaye s’ouvre pour la première fois aux visiteurs.
En décembre 2017, est achevé et ensuite diffusé sur la chaîne publique de télévision RTBF, le documentaire Silences et Éternité: les Trappistines de Chimay. Ce film dont le tournage avait débuté plusieurs années auparavant est une initiative, non des trappistines de Chimay, mais de trois professionnels, Emmanuel Allaer, Jean-Michel Dehon, et Joël Leclercq. Les réalisateurs voulaient faire sortir de l'ombre et évoquer, avec sens artistique, la vie des « dernières trappistines de Chimay ». La fin prochaine de la communauté semblait inexorable. Avant la fin du tournage, survient un rebondissement qui n'est pas de la fiction: deux religieuses et une familière rejoignent la communauté.
Ensuite, l’abbaye organise des conférences sur le thème du judaïsme et de diverses confessions chrétiennes ainsi que des visites guidées en plusieurs langues. L’activité économique reçoit une nouvelle impulsion, certes avec continuité de l’atelier de confection liturgique mais aussi avec de nouvelles orientations (biscuiterie, confitures, boulangerie) tandis que la liturgie se renouvelle.
L'abbaye Notre-Dame-de-la-Paix de Chimay compte une dizaine de moniales en 2023.

## Filiations et dépendances
En 1937, les moniales de Chimay fondent l’Abbaye de Koningsoord, aux Pays-Bas.

## Supérieures, prieures et abbesses depuis 1805

### Préambule
La communauté de cette abbaye cistercienne a pour origine l'ancienne Abbaye de Gomerfontaine qui était située à l'extrême sud-ouest de la Picardie, dans l'Oise (France). Cette dernière abbaye fut fermée en 1792. Avant d'atteindre Chimay, en 1919, les moniales, d'abord dispersées et chassées de Gomerfontaine, accomplirent un long périple. Elles se retrouvèrent à Nesle dans la Somme en 1804, s'installèrent à Saint-Paul-aux-Bois, dans l’Aisne en 1816, puis, en 1904, à Fourbechies, dans un petit village du Hainaut belge. En 1919, elles s'établirent enfin durablement à Chimay
Il n'y a pas eu d'interruption dans la lignée des abbesses.

### Liste des supérieures, prieures et abbesses
- Pauline Ducastel (1805–1835)
- Stéphanie d’Alincourt (1835–1854)
- Joséphine Duplaquet (1854–1860, 1866–1872)
- Placide Canappe (1860–1866)
- Rose Coureur (1872–1878)
- Marguerite-Marie Dorbe (1878–1883)
- Adélaïde Hodé (1883–1919)
- Madeleine Schockaert (1919–1925)
- Beatrix Pirnay (1925–1934)
- Gertrude Demarrez (1934–1937, ensuite Koningsoord)
- Emmanuel Dujardin (1934–1946)
- Scholastique Dal (1946–1949)
- Anne-Marie Le Berre (1949–1957)
- Hedwige Martinet (1957–1981)
- Marie-Thérèse Devos (1981–1982)
- Elizabeth Connor (1982–1984)
- Pascale Troisgros (1984–1985)
- Roza Van den Bosch (1986–2011)
- Catherine Pagano (2011–)[12]

## Galerie de photos

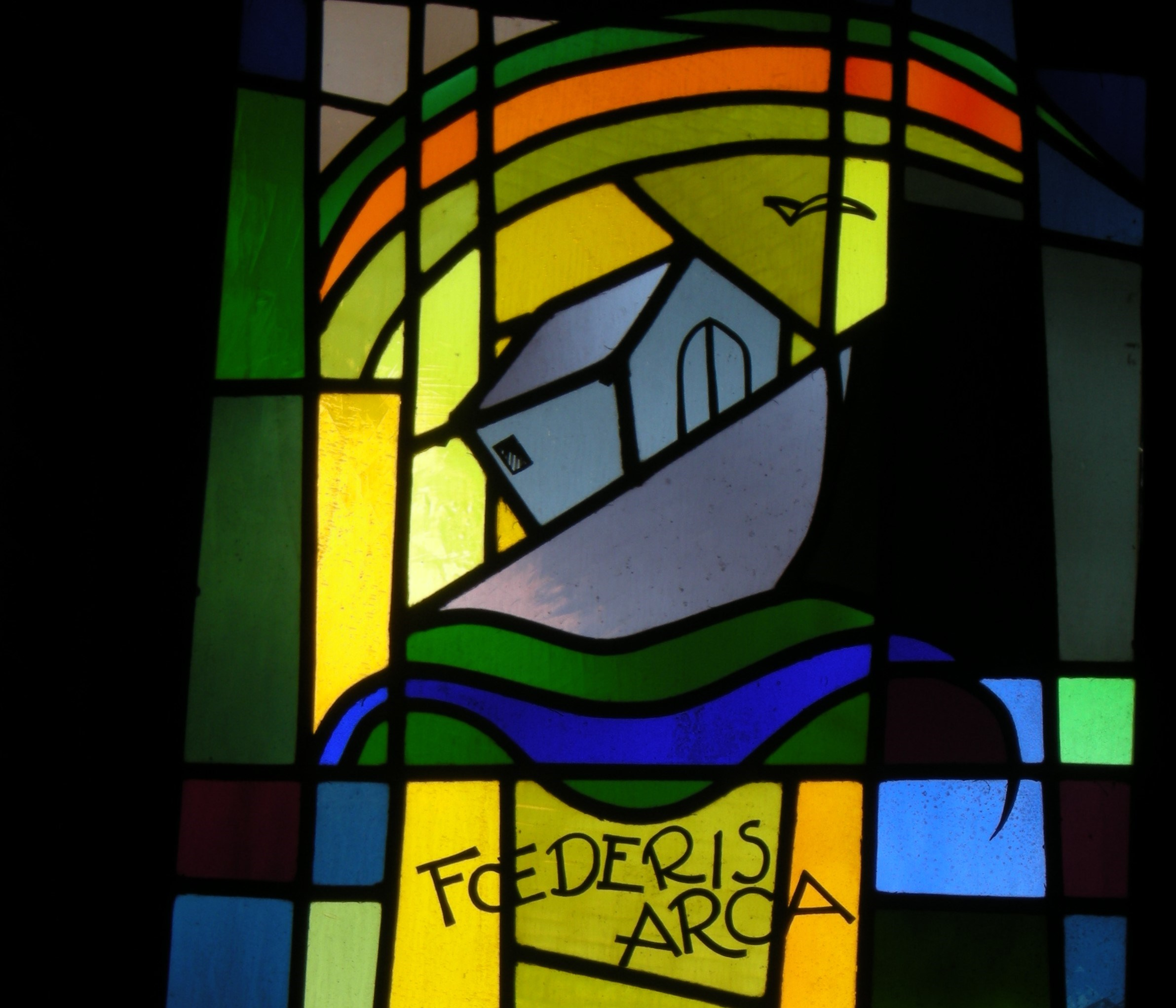
Arche de Noé. Vitrail de Bonaventure Fieullien (1959)
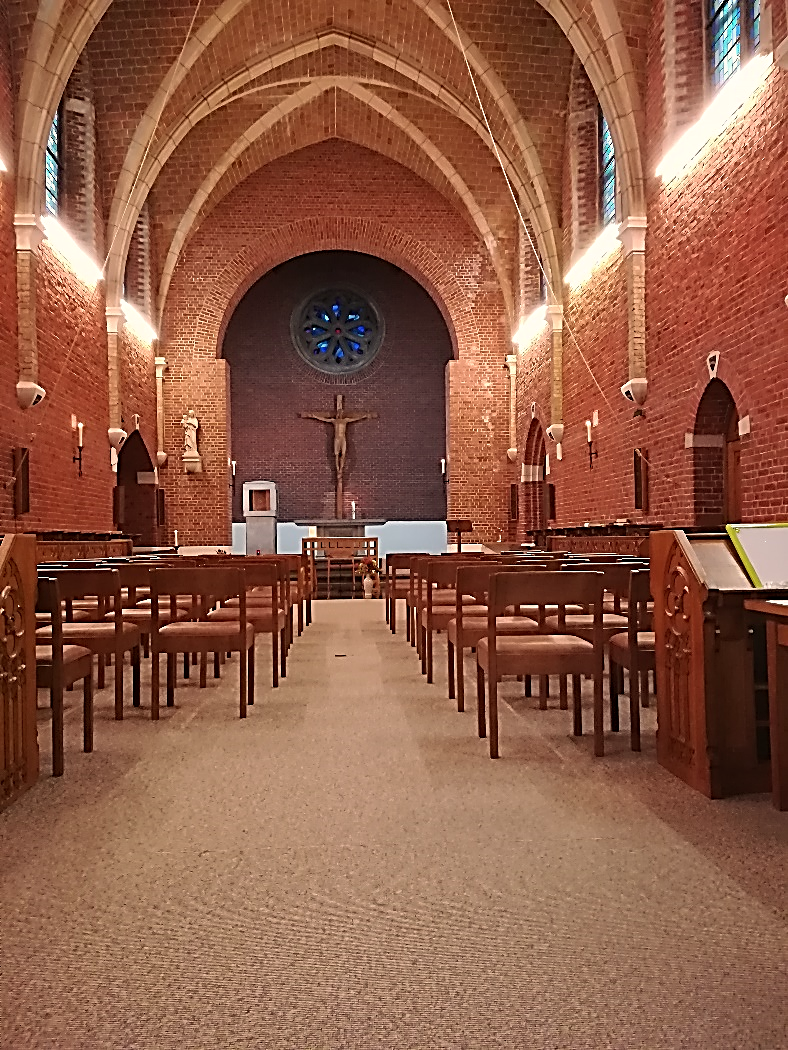
Église abbatiale (intérieur) en 2016